# Milano-Mantova 1962
La Milano-Mantova 1962, ventiquattresima ed ultima edizione della corsa, si svolse il 29 luglio 1962. La vittoria fu appannaggio dell'italiano Pierino Baffi, il quale precedette i connazionali Marino Vigna e Renato Giusti.

## Ordine d'arrivo (Top 10)
| Pos. | Corridore        | Squadra            | Tempo |
| ---- | ---------------- | ------------------ | ----- |
| 1    | Pierino Baffi    | Ghigi              | ?     |
| 2    | Marino Vigna     | Philco             | ?     |
| 3    | Renato Giusti    | Torpado            | ?     |
| 4    | Giuseppe Zorzi   | Ignis-Moschettieri | ?     |
| 5    | Alfredo Sabbadin | Gazzola-Fiorelli   | ?     |
| 6    | Vittorio Adorni  | Philco             | ?     |
| 7    | Gaudenzio Tonoli | Philco             | ?     |
| 8    | Ercole Lanzani   | Ignis-Moschettieri | ?     |
| 9    | Gastone Nencini  | Ignis-Moschettieri | ?     |
| 10   | Giovanni Garau   | Ignis-Moschettieri | ?     |